# Waiting on the Sky to Change
«Waiting on the Sky to Change» es una canción de la banda de rock estadounidense Starset. La canción cuenta con contribuciones de la banda de rock estadounidense Breaking Benjamin. Fue escrita por Dustin Bates (Starset) y Jasen Rauch (Breaking Benjamin) para la banda anterior de Bates, Downplay en 2011, la canción se volvió a grabar en 2022 y se lanzó como sencillo en agosto de 2022.
En febrero de 2023, la versión Starset y Breaking Benjamin alcanzó el puesto número uno en la lista Mediabase Active Rock y el número dos en la lista Billboard Mainstream Rock Airplay.

## Antecedentes y grabación
Antes de liderar la banda Starset, Dustin Bates lideró la banda Downplay. La banda lanzó una serie de álbumes a lo largo de la década de 2000 y principios de la de 2010, incluido el álbum Beyond the Machine en 2011. Para el álbum, Bates y Jasen Rauch escribieron una canción llamada "Waiting on the Sky to Change". Unos años más tarde, Bates dejó la banda en espera mientras fundaba la banda Starset. Si bien Bates tuvo éxito con Starset en la década de 2010, Rauch se unió a la banda de rock estadounidense Breaking Benjamin casi al mismo tiempo. Con las dos bandas populares y con un sonido de rock similar, las dos bandas realizaron giras juntas, incluida una gira a principios de 2022. En julio de 2022, ambas bandas comenzaron a provocar una colaboración, que finalmente se reveló como una versión regrabada de la canción de Downplay "Waiting on the Sky to Change" con miembros de Starset y Breaking Benjamin.
Si bien la nueva versión a menudo se denomina versión de portada, Bates notó que no sentía que el sello fuera particularmente preciso, considerando que el original de Downplay había sido escrito y grabado por él mismo. Fue lanzado el 19 de agosto de 2022. La canción debutó en varias listas de Billboard tras su lanzamiento.

## Temas y composición
Las publicaciones señalaron que la canción era una fusión de los sonidos característicos de Starset y Breaking Benjamin, sin dejar de ser fiel a la versión original de Downplay. El primer verso lo canta Bates, mientras que el segundo verso lo canta Benjamin Burnley.

## Personal
Starset
- Dustin Bates - voces principales, guitarras
- Brock Richards - guitarra principal
- Ron DeChant - bajo
- Adam Gilbert - batería

Personal adicional
- Benjamin Burnley - voz
- Howard Benson - producción
- Neil Sanderson - producción
- Joe Rickard – producción, mezcla y programación
- Ted Jensen – masterización